# Kinima Sosialdimokraton
Kinima Sosialdimokraton (Grieks: Κινήμα Σοσιαλδημοκρατών) wat betekent: Beweging voor Sociaaldemocratie, is een sociaaldemocratische politieke partij in Cyprus. De partij is opgericht in 1970 door Vasos Lyssaridis. De afkorting is EDEK (ΕΔΕΚ) naar de oorspronkelijke naam van de partij: Ενιαία Δημοκρατική Ένωση Κέντρου, de Verenigde Democratische Centrumunie.
De leider van de partij is Yannakis Omirou.
Bij de parlementsverkiezingen van 2006 kreeg de partij 37.533 stemmen (8,9%, 5 zetels).
De partij is lid van de Socialistische Internationale.